# Liga de las Familias Polacas
La Liga de las Familias Polacas (en polaco: Liga Polskich Rodzin; AFI: ['liga 'pɔlskʲix 'rɔd͡͡ʑin]) es un partido político de Polonia de derecha y nacionalista. Fue fundado el 30 de mayo de 2001.
Sus consignas repudian el comunismo y el capitalismo financiero. La formación ha sido situada en la extrema derecha del espectro político por diversos analistas internacionales, con una propuesta xenófoba y católica fundamentalista opuesta frontalmente a cuestiones como el aborto o la homosexualidad. ha sido ampliamente calificada de xenofóbica homófoba y antisemita por diversas organizaciones tales como Amnistía Internacional, Human Rights Watch, y las Naciones Unidas.
Durante las elecciones generales de 2001 la Liga de las Familias Polacas obtuvo un 7,87 % y 38 escaños en el Parlamento polaco y 2 escaños en el Senado. Tras las elecciones generales de 2007 el partido perdió toda su representación parlamentaria e institucional al obtener solo un 1,30 % de los votos y no superar el 5 % mínimo exigido por la ley para entrar al parlamento. En 2012 se unió al partido oficialista Ley y Justicia.
La LPR ocupó las carteras ministeriales de Pesca y Educación, esta última dirigida por Roman Giertych, en el gobierno de coalición que formó con los partidos Ley y Justicia y Autodefensa de la República de Polonia durante la legislatura 2005-2007.El 15 de octubre de 2020, Giertych fue detenido junto con Ryszard Krauze por la Oficina Central de Anticorrupción. Durante el registro nocturno en su casa, perdió el conocimiento y fue hospitalizado. Anteriormente, también se registró su bufete de abogados. El 16 de octubre de 2020, según algunos informes, fue acusado de transferir la cantidad de casi 92 millones de zlotys de una empresa promotora.
La Juventud de Toda Polonia estuvo afiliada hasta 2006 a la Liga de las Familias Polacas.

## Críticas
Representa, en cualquier caso, a un catolicismo conservador, sosteniendo una posición contraria al aborto y la eutanasia. Su partido está vinculado a la emisora radiofónica católica Radio Maryja, cuyo carácter supuestamente xenófobo habría sido desaprobado por la propia Santa Sede.[cita requerida]

## Historial electoral

### Sejm
| Año  | Votos     | %   | Escaños |
| ---- | --------- | --- | ------- |
| 2001 | 1 025 148 | 7,9 | 38/460  |
| 2005 | 940 762   | 8,0 | 34/460  |
| 2007 | 209 171   | 1,3 | 0/460   |

### Senado
| Año  | Votos     | %    | Escaños |
| ---- | --------- | ---- | ------- |
| 2001 | 1 097 058 | 4,1  | 2/100   |
| 2005 | 2 990 092 | 12,4 | 7/100   |
| 2007 | 293 289   | 0,9  | 0/100   |